# Bovense Kirke
Bovense Kirke ligger i landsbyen Bovense og er sognekirke for Bovense Sogn i Nyborg Kommune. Indtil 1970 lå kirken i Vindinge Herred, Svendborg Amt.